# Powstanie Bethlena na Węgrzech i Morawach
Powstanie Bethlena – powstanie, które miało miejsce w latach 1619–1621 w trakcie walk Węgrów z Habsburgami.
Po zwycięskiej bitwie na Białej Górze, Habsburgowie prowadzili walki na wschodzie, gdzie ich przeciwnikiem był król Węgier i książę Siedmiogrodu Gábor Bethlen. Węgrzy atakowali głównie siły Habsburgów na Morawach, które ucierpiały wskutek najazdów jazdy madziarskiej.
W lutym 1621 r. oddziały cesarskie rozpoczęły przygotowania do uderzenia na Węgry, zajmując szereg wiosek w okolicy Devína. Dnia 25 lutego 1621 r. oddziały węgierskie bezskutecznie próbowały zdobyć miejscowość Straznice, bronioną przez chorągwie Lisowczyków i piechotę niemiecką. Podczas zaciętej walki zginąć miało 3000 Węgrów, a 150 dostało się do niewoli. Straty Lisowczyków były niewielkie, stracono jednak około 6000 koni, w większości uprowadzonych przez przeciwnika.
Na przełomie marca i kwietnia 1621 r. oddziały cesarskie wzmocnione zostały siłami 20 000 Hiszpanów i przeszły do ofensywy, zmuszając wojska Bethlena do odwrotu w kierunku Koszyc. Dzięki pomocy renegatów węgierskich, w krótkim czasie wojskom cesarskim udało się opanować większą część terenów dzisiejszej Słowacji. Bethlen tymczasem uzupełniał armię nowymi zaciągami z Niemiec, Turcji oraz Tatarami. Wkrótce Węgrzy odparli atak wojsk cesarskich pod wodzą marszałka Karola Bonawentury de Longueval na Nove Zamky.
W lipcu 1621 r. kolejne wojska powstańcze wyruszyły ku Morawom. 21 lipca w okolicy Opawy cesarscy zaskoczyli w nocy silną chorągiew przeciwnika (wojska margrabiego krnovskiego), którą wybito do nogi. Cztery dni później 25 lipca powstańcy otoczyli oddział hiszpański pod Nowym Jiczynem, rozbijając go i zabijając 500 Hiszpanów. Walki toczyły się ze zmiennym szczęściem. Powstanie jednak rozszerzyło się wkrótce na Wołoszczyznę oraz Morawy.
Wybuch powstania na Morawach zaniepokoił dwór cesarski w Wiedniu. Ferdynand II Habsburg wysłał w zapalne rejony kolejne wojska, które stoczyły potyczki z powstańcami pod Zwoleniem, Sasovem, Hlohovcami oraz Vrablovem. W sierpniu w ręce powstańców wpadła Trnawa. Nie udało się jednak zdobyć Preszburga, którego oblężenie powstańcy prowadzili nieudolnie. Na początku września na wieść o zbliżających się oddziałach cesarskich, Bethlen nakazał odwrót.
Pod koniec roku w szeregach wojsk powstańczych panowało rozprężenie i brak dyscypliny. Dnia 11 października pod Uherskim Hradištěm nastąpiła koncentracja wojsk cesarskich. Siły te liczyły 12 000 ludzi wobec 20 000 powstańców, z których większość znajdowała się po drugiej stronie rzeki Morawy. Wojska Albrechta von Wallensteina przejęły inicjatywę strategiczną, wypierając armię powstańczą z Moraw. 12 listopada 1621 r. pod Ołomuńcem doszło do decydującej bitwy zakończonej zwycięstwem wojsk cesarskich. Z powodu braku żywności część oddziałów powstańczych wycofała się w głąb Moraw, inni ruszyli na Śląsk. Walki ustały z końcem roku. 31 grudnia 1621 roku Bethlen zawarł kompromis z wysłannikami cesarza w Mikulovie, a 6 stycznia 1622 pod traktatem pokojowym złożył swój podpis Ferdynand II Habsburg. Według ustaleń traktatu Bethlen zrzekł się pretensji do korony węgierskiej, otrzymując w zamian kilka księstw w Siedmiogrodzie oraz Księstwo opolsko-raciborskie na Śląsku. Książę musiał też wypłacić odszkodowanie cesarzowi i wycofać się z Moraw.